# Putnam (Alabama)
Putnam – jednostka osadnicza w Stanach Zjednoczonych, w stanie Alabama, w hrabstwie Marengo.